# Функція помилок

Графік функції помилок.

Функція помилок або Функція помилок Гаусса — це неелементарна функція, що використовується в теорії ймовірності, статистиці, математичній фізиці і визначається як
{\displaystyle \operatorname {erf} \,x={\frac {2}{\sqrt {\pi }}}\int \limits _{0}^{x}e^{-t^{2}}\,\mathrm {d} t}.
У багатьох із цих застосувань аргументом функції є дійсне число. Якщо аргумент функції є дійсним, то значення функції також є дійсним.
У статистиці для невід'ємних значень x функція помилок має таке трактування: для випадкової величини Y, яка має нормальний розподіл із математичним сподіванням 0 та дисперсією 1⁄√2, erf x — це ймовірність того, що Y потрапляє в інтервал [−x, x].
Доповнювальна функція помилок, що позначається {\displaystyle \operatorname {erfc} \,x} (іноді застосовується позначення {\displaystyle \operatorname {Erf} \,x}) визначається через функцію помилок:
{\displaystyle \operatorname {erfc} \,x=1-\operatorname {erf} \,x={\frac {2}{\sqrt {\pi }}}\int \limits _{x}^{\infty }e^{-t^{2}}\,\mathrm {d} t}.
Уявна функція помилок, що позначається {\displaystyle w(x)}, також визначається через функцію помилок:
{\displaystyle w(x)=e^{-x^{2}}\operatorname {erfc} \,(-ix)}.

## Назва
Назва «функція помилок» та її абревіатура erf запропоновані Джеймсом Глейшером в 1871 р. через її зв'язок з «теорією ймовірності, і особливо теорією помилок». Доповнювальні функції помилок також обговорювалося Глейшером того ж року в окремій публікації.
Для «закону об'єкта» помилок, щільність якого має вигляд
{\displaystyle f(x)=\left({\frac {c}{\pi }}\right)^{\tfrac {1}{2}}{\rm {e}}^{-cx^{2}}}
(нормальний розподіл), Глейшер обчислював ймовірність помилки, що лежить між {\displaystyle p} і {\displaystyle q}, як
{\displaystyle \left({\frac {c}{\pi }}\right)^{\tfrac {1}{2}}\int _{p}^{q}{\rm {e}}^{-cx^{2}}\,{\rm {d}}x={\tfrac {1}{2}}\left(\operatorname {erf} \left(q{\sqrt {c}}\right)-\operatorname {erf} \left(p{\sqrt {c}}\right)\right).}

## Застосування
Якщо результати серії вимірювань описуються нормальним розподілом із середньоквадратичним відхиленням {\displaystyle \sigma } та математичним сподіванням 0, то {\displaystyle \operatorname {erf} \left({\frac {a}{\sigma {\sqrt {2}}}}\right)} — це ймовірність того, що похибка одного вимірювання лежить між −a та +a, при додатному a. Це корисно, наприклад, при визначенні коефіцієнта бітових помилок цифрової системи зв'язку. Функцію помилок та доповнювальну функцію помилок застосовують, наприклад, у розв'язках рівняння теплопровідності, якщо граничні умови задаються функцією Гевісайда. Функцію помилок та її наближення можна використовувати для оцінки результатів, які мають місце з великою ймовірністю або з низькою ймовірністю. Нехай задана випадкова величина {\displaystyle X\sim \operatorname {Norm} [\mu ,\sigma ]} і константа {\displaystyle L<\mu }, тоді
{\displaystyle \Pr[X\leq L]={\frac {1}{2}}+{\frac {1}{2}}\operatorname {erf} \left({\frac {L-\mu }{{\sqrt {2}}\sigma }}\right)\approx A\exp \left(-B\left({\frac {L-\mu }{\sigma }}\right)^{2}\right)},
де A і B — деякі числові константи. Якщо L достатньо далека від математичного сподівання, тобто {\displaystyle \mu -L\geq \sigma {\sqrt {\ln {k}}}}, тоді
{\displaystyle \Pr[X\leq L]\leq A\exp(-B\ln {k})={\frac {A}{k^{B}}}},
і ймовірність прямує до 0, якщо {\displaystyle k\to \infty }.

## Властивості

Доповнювальна функція помилок

- Функція помилок непарна:

{\displaystyle \operatorname {erf} \,(-x)=-\operatorname {erf} \,x}.
- Для будь-якого комплексного {\displaystyle x} виконується

{\displaystyle \operatorname {erf} \,{\bar {x}}={\overline {\operatorname {erf} \,x}}}
де риска позначає комплексне спряження числа {\displaystyle x}.
- Підінтегральні функції {\displaystyle f=\exp(-z^{2})} та {\displaystyle f=\operatorname {erf} (z)} зображено в комплексній площині z на рисунках.

Рівень {\displaystyle \operatorname {Im} (f)=0} показано товстою зеленою лінією. Від'ємні цілі значення {\displaystyle \operatorname {Im} (f)} показано товстими червоними лініями. Додатні цілі значення {\displaystyle \operatorname {Im} (f)} показано товстими синіми лініями. Проміжні рівні {\displaystyle \operatorname {Im} (f)={\rm {const}}} показано тонкими зеленими лініями. Проміжні рівні {\displaystyle \operatorname {Re} (f)={\rm {const}}} показано тонкими червоними лініями для від'ємних значень і тонкими синіми лініями для додатних значень.
- Функція помилок не може бути представлена через елементарні функції, але, розкладаючи інтегрований вираз в ряд Тейлора і інтегруючи почленно, ми можемо одержати її подання у вигляді ряду:

{\displaystyle \operatorname {erf} \,x={\frac {2}{\sqrt {\pi }}}\sum _{n=0}^{\infty }{\frac {(-1)^{n}x^{2n+1}}{n!(2n+1)}}={\frac {2}{\sqrt {\pi }}}\left(x-{\frac {x^{3}}{3}}+{\frac {x^{5}}{10}}-{\frac {x^{7}}{42}}+{\frac {x^{9}}{216}}-\ \cdots \right)}
Ця рівність виконується (і ряд сходиться) як для будь-якого дійсного {\displaystyle x}, так і на всій комплексній площині. Послідовність знаменників утворює послідовність A007680 з Онлайн енциклопедії послідовностей цілих чисел, OEIS.
- Для ітеративного обчислення елементів ряду корисно представити його в альтернативному вигляді:

{\displaystyle \operatorname {erf} \,x={\frac {2}{\sqrt {\pi }}}\sum _{n=0}^{\infty }\left(x\prod _{i=1}^{n}{\frac {-(2i-1)x^{2}}{i(2i+1)}}\right)={\frac {2}{\sqrt {\pi }}}\sum _{n=0}^{\infty }{\frac {x}{2n+1}}\prod _{i=1}^{n}{\frac {-x^{2}}{i}}},
оскільки {\displaystyle {\frac {-(2i-1)x^{2}}{i(2i+1)}}} — співмножник, що перетворює {\displaystyle i}-й член ряду в {\displaystyle (i+1)}-й, вважаючи першим членом {\displaystyle x}.
- Уявна функція помилок має дуже схожий ряд Маклорена, а саме

{\displaystyle \operatorname {erfi} (z)={\frac {2}{\sqrt {\pi }}}\sum _{n=0}^{\infty }{\frac {z^{2n+1}}{n!(2n+1)}}={\frac {2}{\sqrt {\pi }}}\left(z+{\frac {z^{3}}{3}}+{\frac {z^{5}}{10}}+{\frac {z^{7}}{42}}+{\frac {z^{9}}{216}}+\cdots \right)},
для будь-якого комплексного числа z.
- Функція помилок на нескінченності рівна одиниці; проте це справедливо тільки при наближенні до нескінченності по дійсній осі, оскільки:

- При розгляді функції помилок в комплексній площині точка {\displaystyle z=\infty } буде для неї істотно особливою.

- Похідна функції помилок виводиться безпосередньо з визначення функції:

{\displaystyle {\frac {\rm {d}}{{\rm {d}}z}}\operatorname {erf} (z)={\frac {2}{\sqrt {\pi }}}{\rm {e}}^{-z^{2}}}.
Звідси похідна уявної функції помилок:
{\displaystyle {\frac {\rm {d}}{{\rm {d}}z}}\operatorname {erfi} (z)={\frac {2}{\sqrt {\pi }}}{\rm {e}}^{z^{2}}}.
Первісною функції помилок, яку можна отримати за допомогою інтегрування частинами, є
{\displaystyle z\operatorname {erf} (z)+{\frac {{\rm {e}}^{-z^{2}}}{\sqrt {\pi }}}}.
Первісною уявної функції помилок, яку також можна отримати інтегруванням частинами, є
{\displaystyle z\operatorname {erfi} (z)-{\frac {{\rm {e}}^{z^{2}}}{\sqrt {\pi }}}}.
Похідні вищих порядків задаються формулами
{\displaystyle \operatorname {erf} ^{(k)}(z)={\frac {2(-1)^{k-1}}{\sqrt {\pi }}}{H}_{k-1}(z){\rm {e}}^{-z^{2}}={\frac {2}{\sqrt {\pi }}}{\frac {{\rm {d}}^{k-1}}{{\rm {d}}z^{k-1}}}\left({\rm {e}}^{-z^{2}}\right),\qquad k=1,2,\dots }
де {\displaystyle {\mathit {H}}} — це поліноми Ерміта.
- Розклад[5], який збігається швидше для всіх дійсних значень {\displaystyle x} ніж ряд Тейлора, отримується за допомогою теореми Ганса Генріха Бюрмана[en][6]:

{\displaystyle {\begin{aligned}\operatorname {erf} (x)&={\frac {2}{\sqrt {\pi }}}\operatorname {sgn}(x){\sqrt {1-{\rm {e}}^{-x^{2}}}}\left(1-{\frac {1}{12}}\left(1-{\rm {e}}^{-x^{2}}\right)-{\frac {7}{480}}\left(1-{\rm {e}}^{-x^{2}}\right)^{2}-{\frac {5}{896}}\left(1-{\rm {e}}^{-x^{2}}\right)^{3}-{\frac {787}{276480}}\left(1-{\rm {e}}^{-x^{2}}\right)^{4}-\cdots \right)\\[10pt]&={\frac {2}{\sqrt {\pi }}}\operatorname {sgn}(x){\sqrt {1-{\rm {e}}^{-x^{2}}}}\left({\frac {\sqrt {\pi }}{2}}+\sum _{k=1}^{\infty }c_{k}{\rm {e}}^{-kx^{2}}\right)\end{aligned}}}
({\displaystyle \operatorname {sgn} } — це signum-функція). Зберігаючи лише перші два коефіцієнти та вибираючи {\displaystyle c_{1}={\frac {31}{200}}} та {\displaystyle c_{2}=-{\frac {341}{8000}}}, отримане наближення показує свою найбільшу відносну похибку при {\displaystyle x=\pm 1{,}3796}, яка менша ніж {\displaystyle 3{,}6127\cdot 10^{-3}}:
{\displaystyle \operatorname {erf} (x)\approx {\frac {2}{\sqrt {\pi }}}\operatorname {sgn} (x){\sqrt {1-{\rm {e}}^{-x^{2}}}}\left({\frac {\sqrt {\pi }}{2}}+{\frac {31}{200}}{\rm {e}}^{-x^{2}}-{\frac {341}{8000}}{\rm {e}}^{-2x^{2}}\right)}.
- Обернена функція помилок є рядом

{\displaystyle \operatorname {erf} ^{-1}\,x=\sum _{k=0}^{\infty }{\frac {c_{k}}{2k+1}}\left({\frac {\sqrt {\pi }}{2}}x\right)^{2k+1}\,\!},
де c0 = 1 і
{\displaystyle c_{k}=\sum _{m=0}^{k-1}{\frac {c_{m}c_{k-1-m}}{(m+1)(2m+1)}}=\left\{1,1,{\frac {7}{6}},{\frac {127}{90}},\ldots \right\}}.
Тому ряд можна подати в наступному вигляді (помітимо, що дроби скорочені):
{\displaystyle \operatorname {erf} ^{-1}\,x={\frac {1}{2}}{\sqrt {\pi }}\left(x+{\frac {\pi x^{3}}{12}}+{\frac {7\pi ^{2}x^{5}}{480}}+{\frac {127\pi ^{3}x^{7}}{40320}}+{\frac {4369\pi ^{4}x^{9}}{5806080}}+{\frac {34807\pi ^{5}x^{11}}{182476800}}+\dots \right)\,\!}.
Послідовності чисельників і знаменників після скорочення — A092676 і A132467 у OEIS; послідовність чисельників до скорочення — A002067 у OEIS.
При |z| < 1 має місце співвідношення {\displaystyle \operatorname {erf} \left(\operatorname {erf} ^{-1}(z)\right)=z}.
Обернена доповнювальна функція помилок визначається як
{\displaystyle \operatorname {erfc} ^{-1}(1-z)=\operatorname {erf} ^{-1}(z)}.
Для дійсного x існує єдине дійсне число {\displaystyle \operatorname {erfi} ^{-1}(x)}, що {\displaystyle \operatorname {erfi} \left(\operatorname {erfi} ^{-1}(x)\right)=x}. Обернена уявна функція помилок визначається як {\displaystyle \operatorname {erfi} ^{-1}(x)}.
Для будь-якого дійсного x можна використовувати метод Ньютона для обчислення {\displaystyle \operatorname {erfi} ^{-1}(x)}, а при {\displaystyle -1\leq x\leq 1} наступний ряд Макролена є збіжним:
{\displaystyle \operatorname {erfi} ^{-1}(z)=\sum _{k=0}^{\infty }{\frac {(-1)^{k}c_{k}}{2k+1}}\left({\frac {\sqrt {\pi }}{2}}z\right)^{2k+1}},
де коефіцієнти ck визначені вище.

## Асимптотичний розклад
Корисним асимптотичним розкладом доповнювальної функції помилок (а отже, і функції помилок) для великих дійсних {\displaystyle x} є
{\displaystyle \operatorname {erfc} (x)={\frac {{\rm {e}}^{-x^{2}}}{x{\sqrt {\pi }}}}\left[1+\sum _{n=1}^{\infty }(-1)^{n}{\frac {1\cdot 3\cdot 5\cdots (2n-1)}{(2x^{2})^{n}}}\right]={\frac {{\rm {e}}^{-x^{2}}}{x{\sqrt {\pi }}}}\sum _{n=0}^{\infty }(-1)^{n}{\frac {(2n-1)!!}{(2x^{2})^{n}}}},
де (2n – 1)!! — подвійний факторіал числа (2n – 1), який є добутком усіх непарних чисел до (2n – 1) включно. Цей ряд розбігається для будь-якого скінченного {\displaystyle x}, і його зміст як асимптотичного розкладу полягає в тому, що для будь-якого {\displaystyle N\in \mathbb {N} }
{\displaystyle \operatorname {erfc} (x)={\frac {{\rm {e}}^{-x^{2}}}{x{\sqrt {\pi }}}}\sum _{n=0}^{N-1}(-1)^{n}{\frac {(2n-1)!!}{(2x^{2})^{n}}}+R_{N}(x)},
де залишок, в позначеннях O великого,
{\displaystyle R_{N}(x)=O\left(x^{1-2N}{\rm {e}}^{-x^{2}}\right)}
при {\displaystyle x\to \infty .}
Дійсно, точне значення залишку становить
{\displaystyle R_{N}(x)={\frac {(-1)^{N}}{\sqrt {\pi }}}2^{1-2N}{\frac {(2N)!}{N!}}\int _{x}^{\infty }t^{-2N}{\rm {e}}^{-t^{2}}\,{\rm {d}}t},
яке легко отримується за допомогою індукції з використанням формули
{\displaystyle {\rm {e}}^{-t^{2}}=-(2t)^{-1}\left({\rm {e}}^{-t^{2}}\right)'}
та інтегрування частинами.
Для досить великих значень {\displaystyle x} потрібні лише перші кілька членів цього асимптотичного розкладу, щоб отримати гарне наближення для функції {\displaystyle \operatorname {erfc} (x)} (тоді як для не надто великих значень {\displaystyle x} вищенаведений ряд Тейлора у точці {\displaystyle 0} забезпечує більш швидку збіжність).

## Розвинення в ланцюговий дріб
Представлення доповнювальної функції помилок через ланцюговий дріб має виглядЖ
{\displaystyle \operatorname {erfc} (z)={\frac {z}{\sqrt {\pi }}}{\rm {e}}^{-z^{2}}{\cfrac {1}{z^{2}+{\cfrac {a_{1}}{1+{\cfrac {a_{2}}{z^{2}+{\cfrac {a_{3}}{1+\dotsb }}}}}}}}\qquad a_{m}={\frac {m}{2}}.}

## Інтеграл функції помилок з функцією розподілу Гаусса
{\displaystyle \int _{-\infty }^{\infty }\operatorname {erf} \left(ax+b\right){\frac {1}{\sqrt {2\pi \sigma ^{2}}}}{\rm {e}}^{-{\frac {(x-\mu )^{2}}{2\sigma ^{2}}}}\,{\rm {d}}x=\operatorname {erf} \left[{\frac {a\mu +b}{\sqrt {1+2a^{2}\sigma ^{2}}}}\right],\qquad a,b,\mu ,\sigma \in \mathbb {R} }
який отриманий Нг та Геллером за допомогою зміни змінних, формула 13 у параграфі 4.3.

## Факторіальний ряд
- Обернений факторіальний ряд

{\displaystyle {\begin{aligned}\operatorname {erfc} z&={\frac {{\rm {e}}^{-z^{2}}}{{\sqrt {\pi }}\,z}}\sum _{n=0}^{\infty }{\frac {(-1)^{n}Q_{n}}{{(z^{2}+1)}^{\bar {n}}}}\\&={\frac {{\rm {e}}^{-z^{2}}}{{\sqrt {\pi }}\,z}}\left(1-{\frac {1}{2}}{\frac {1}{(z^{2}+1)}}+{\frac {1}{4}}{\frac {1}{(z^{2}+1)(z^{2}+2)}}-\cdots \right)\end{aligned}}}
є збіжним при {\displaystyle \operatorname {Re} (z^{2})>0}. Тут
{\displaystyle Q_{n}{\stackrel {\text{def}}{=}}{\frac {1}{\Gamma (1/2)}}\int _{0}^{\infty }\tau (\tau -1)\cdots (\tau -n+1)\tau ^{-1/2}{\rm {e}}^{-\tau }\,{\rm {d}}\tau =\sum _{k=0}^{n}\left({\frac {1}{2}}\right)^{\bar {k}}s(n,k),}
через {\displaystyle z^{\bar {n}}} позначено зростаючий факторіал, а {\displaystyle s(n,k)} — число Стірлінга першого роду
- Представлення нескінченною сумою, що містить подвійний факторіал:

{\displaystyle \operatorname {erf} (z)={\frac {2}{\sqrt {\pi }}}\sum _{n=0}^{\infty }{\frac {(-2)^{n}(2n-1)!!}{(2n+1)!}}z^{2n+1}}.

## Споріднені функції
З точністю до масштабу і зсуву, функція помилок збігається з функцією розподілу ймовірностей нормального розподілу, що позначається {\displaystyle \Phi (x)}:
{\displaystyle \Phi (x)={\frac {1}{2}}\left(1+\operatorname {erf} \,{\frac {x}{\sqrt {2}}}\right)\,}.
Зворотна функція до {\displaystyle \Phi }, відома як нормальна квантильна функція, іноді позначається {\displaystyle \operatorname {probit} } і виражається через нормальну функцію помилок як
{\displaystyle \operatorname {probit} \,p=\Phi ^{-1}(p)={\sqrt {2}},\operatorname {erf} ^{-1}(2p-1)}.
Нормальний інтегральний розподіл частіше застосовується в теорії ймовірності і математичній статистиці, тоді як функція помилок частіше застосовується в інших розділах математики.
Функція помилок є окремим випадком функції Міттаг-Лефлера, а також може бути представлена як вироджена гіпергеометрична функція (функція Куммера):
{\displaystyle \operatorname {erf} \,x={\frac {2x}{\sqrt {\pi }}}\,_{1}F_{1}\left({\frac {1}{2}},{\frac {3}{2}},-x^{2}\right)}.
Функція помилок виражається також через інтеграл Френеля. У термінах регуляризованої неповної гамма-функції P і неповної гамма-функції
{\displaystyle \operatorname {erf} \,x=\operatorname {sign} \,x\,P\left({\frac {1}{2}},x^{2}\right)={\operatorname {sign} \,x \over {\sqrt {\pi }}}\gamma \left({\frac {1}{2}},x^{2}\right)}.

### Узагальнені функції помилок

Графік узагальнених функцій помилок :
сіра лінія:
червона лінія:
зелена лінія:
синя лінія:
жовта лінія:.

Також можна розглянути загальніші функції:
{\displaystyle E_{n}(x)={\frac {n!}{\sqrt {\pi }}}\int \limits _{0}^{x}e^{-t^{n}},\mathrm {d} t={\frac {n!}{\sqrt {\pi }}}\sum _{p=0}^{\infty }(-1)^{p}{\frac {x^{np+1}(np+1)p!}{,}}.}
Окремими вартими уваги випадками є:
- {\displaystyle E_{0}(x)} — пряма лінія, що проходить через початок координат: {\displaystyle E_{0}(x)={\frac {x}{e}}{\sqrt {\pi }}}
- {\displaystyle E_{2}(x)} — функція помилок {\displaystyle \operatorname {erf} ,x}.

Після ділення на {\displaystyle n!} всі {\displaystyle E_{n}} з непарними {\displaystyle n} виглядають схоже (але не ідентично). Всі {\displaystyle E_{n}} з парними {\displaystyle n} теж виглядають схоже, але не ідентично, після ділення на {\displaystyle n!}. Всі узагальнені функції помилок з {\displaystyle n>0} виглядають схоже на напівосі {\displaystyle x>0}.
На напівосі {\displaystyle x>0} всі узагальнені функції можуть бути виражені через гамма-функцію:
{\displaystyle E_{n}(x)={\frac {x\left(x^{n}\right)^{-1/n}\Gamma (n)\left(\Gamma \left({\frac {1}{n}}\right)-\Gamma \left({\frac {1}{n}},x^{n}\right)\right)}{\sqrt {\pi }}},\qquad x>0}
Отже, ми можемо виразити функцію помилок через гамма-функцію:
{\displaystyle \operatorname {erf} \,x=1-{\frac {\Gamma \left({\frac {1}{2}},x^{2}\right)}{\sqrt {\pi }}}}.

### Ітеровані інтеграли додаткової функції помилок
Ітеровані інтеграли додаткової функції помилок визначаються як
{\displaystyle i^{n}\,\operatorname {erfc} ,z=\int \limits _{z}^{\infty }i^{n-1},\operatorname {erfc} ,\zeta \,\mathrm {d} \zeta .\,}
Їх можна розкласти в ряд:
{\displaystyle i^{n}\,\operatorname {erfc} \,z=\sum _{j=0}^{\infty }{\frac {(-z)^{j}}{2^{n-j}j!\,\Gamma \left(1+{\frac {n-j}{2}}\right)}}\,}.
звідки випливають властивості симетрії
{\displaystyle i^{2m}\,\operatorname {erfc} \,(-z)=-i^{2m}\,\operatorname {erfc} \,z+\sum _{q=0}^{m}{\frac {z^{2q}}{2^{2(m-q)-1}(2q)!(m-q)!}}}
і
{\displaystyle i^{2m+1}\,\operatorname {erfc} \,(-z)=i^{2m+1}\,\operatorname {erfc} \,z+\sum _{q=0}^{m}{\frac {z^{2q+1}}{2^{2(m-q)-1}(2q+1)!(m-q)!}}\,}.